# Titay
Titay è una municipalità di quinta classe delle Filippine, situata nella Provincia di Zamboanga Sibugay, nella regione della Penisola di Zamboanga.
Titay è formata da 30 baranggay:
- Achasol
- Azusano
- Bangco
- Camanga
- Culasian
- Dalangin
- Dalangin Muslim
- Dalisay
- Gomotoc
- Imelda (Upper Camanga)
- Kipit
- Kitabog
- La Libertad
- Longilog
- Mabini
- Malagandis
- Mate
- Moalboal
- Namnama
- New Canaan
- Palomoc
- Poblacion (Titay)
- Poblacion Muslim
- Pulidan
- San Antonio
- San Isidro
- Santa Fe
- Supit
- Tugop
- Tugop Muslim